# Pan.Thy.Monium
I Pan.Thy.Monium sono un gruppo avant-garde/progressive death metal svedese, formatosi nel 1990 a Finspång.

## Formazione
- Derelict - voce
- Äag - chitarra solista, organo, sassofono baritono
- Mourning - chitarra ritmica
- Day DiSyraah - basso, tastiere
- Winter - batteria, percussioni, violino

## Discografia

### Album in studio
- 1992 - Dawn of Dreams
- 1993 - Khaooohs
- 1996 - Khaooohs and Kon-Fus-Ion

### Raccolte
- 2001 - Dawn of Dreams + Khaooohs
- 2010 - ...Dawn/Dream II

### Demo
- 1990 - ...Dawn

### EP
- 1991 - Dream II